# 電通
株式会社電通（でんつう、英: DENTSU INC.）は東京都港区東新橋（汐留）に本社を置く、電通グループ傘下の大手広告代理店。2020年1月1日の純粋持株会社体制移行に伴い、2代目法人として初代法人（現・電通グループ）の事業を引き継いだ。

## 概要
日本最大の広告代理店であり「広告界のガリバー」の異名を持つ。
国内2位の博報堂DYグループ（博報堂・大広・読売広告社など）の売上高の約4倍と圧倒的なシェアにより、市場の寡占化が問題視され、 2005年には公正取引委員会（竹島一彦委員長（当時））が調査を開始し、調査報告書において電通の広告業界における寡占化の進行の事実を指摘したうえで「公平性、透明性の確保が必要」と結論づけた。
1987年に制定された「CED」の5番目の社章は「Communications Excellence DENTSU -卓越したコミュニケーション活動を」を表しており、2002年12月まで使用された。現在使用されている「dentsu」の社章は2002年12月の汐留移転を機に制定された6代目である。
海外の広告会社に対する積極的なM&Aにより規模を拡大させ、近年では広告代理店グループとして世界6位の規模となっている。

## 沿革

### 創設
- 1901年7月1日 - 光永星郎が日本広告株式会社を創立[注釈 2][3]。
- 1901年11月 - 電報通信社を設立。通信社としての業務開始。
- 1906年12月27日 - 初代日本電報通信社を設立。電報通信社を事実上統合。
- 1907年 - 日本電報通信社と日本広告が合併、2代目日本電報通信社（電通社）発足。
- 1914年 - 第一次世界大戦。電通社は大戦報道で成果をあげ、通信社としての声価を高めた[4]。
- 1932年 - 満洲事変を受けて、政府は日本の情報通信機関を一元化し国家的通信社を作る必要があると判断[4]。満洲国では当時、電通社とライバル関係にあった日本新聞聯合社の通信網を統合した国策会社として、満洲国通信社を創立。
- 1935年5月 - 電通社と日本新聞聯合社（統合推進派）は創立準備委員会を開き、新社名を「同盟通信社」に決定。
- 1935年11月 - 逓信大臣による許可をもとに、社団法人同盟通信社設立[4]。
- 1936年6月1日 - 電通社通信部門が同盟通信社に合流。また日本新聞聯合社広告部を統合し、同盟通信社は広告代理店専業となる[注釈 3][4][5]。
- 1947年 - GHQにより公職追放された第3代社長上田碩三の後任として吉田秀雄が第4代社長に就任し、広告取引システムの近代化に努めた。軍隊的な社則「鬼十則」を作るなど、電通発展の礎を築いた。

### 電通（初代）
- 1955年7月1日 - 創立55周年を迎え、株式会社電通に社名変更[6]。
- 1973年 -  広告会社年間取扱高で世界1位に[6]。
- 1984年 - ロサンゼルスオリンピックよりスポーツイベントに本格参入。以降、スポーツイベントでの業務拡大が続く。
- 1986年 - NHKエンタープライズと初代電通を中心に[注釈 4]、総合ビジョン[注釈 5]を設立。
- 1988年 - 広告会社としては世界初となる売上高1兆円を突破[6]。
- 2000年 - 英国の大手広告会社であるCollett Dickenson Pearceを買収。米国のLeo Burnett Worldwide, Inc.などと共に、広告会社グループ「bcom3」を結成。
- 2001年11月30日 - 東証第一部市場に新規上場。
- 2002年9月 - 世界3位でフランスの大手広告代理店であるPublicis Groupe S.A.と資本提携。
- 2010年1月5日 - デジタル領域を統括する中間持株会社として、電通デジタル・ホールディングス[注釈 6]を設立[7]。
- 2010年10月1日 - 欧米事業（ロシアを除く）を統括する中間持株会社として、電通ネットワーク・ウエスト（後の電通ネットワーク）を設立[8]。
- 2011年1月5日 - 日本BS放送（BS11）との共同制作で、「BSイレブン競馬中継」と「うまナビイレブン」放送開始。
- 2012年2月17日 - Publicis Groupe S.A.との戦略的提携を解消、保有する同社株式（約9.31％）の大半を同社に売却し売却後は同社株式2.12％を保有する[9]。
- 2013年3月27日 - 世界8位で英国の大手広告代理店であるAegis Groupの買収完了、ロンドンに電通イージス・ネットワーク社（後の電通インターナショナル社）を設立[10]。世界140か国に拡がる約10社の広告代理店を擁し、その売上はグループの半分以上（2015年で54.3％）に及ぶ[11]。
- 2014年2月 - ドイツのデジタルマーケティングサービスのエクスプリード社の株式100%を取得[12]。
- 2015年5月29日 - Publicis Groupe S.A.との合弁会社であった電通レイザーフィッシュ[注釈 7]を完全子会社化すると発表[13]。
- 2016年11月 - ドイツで創業のフロッグデザインと業務提携[14][15]。
- 2018年7月17日 - 麻雀プロリーグ「Mリーグ」に参加表明。「TEAM RAIDEN/雷電」をスポンサードする[16]。
- 2018年10月22日 - サンライズ、ぴえろ、MAPPAなど国内の有力アニメスタジオ9社と連携し、企業・団体および商品・サービスのブランドの魅力を高めるオリジナルの映像コンテンツをアニメーションで制作する体制を構築した。また、電通本社内にグループ横断組織「Dentsu Japanimation Studio」（電通ジャパニメーションスタジオ）を設置[17]。

### 電通（2代）
- 2019年2月12日 - 初代法人の事業受皿会社として、株式会社電通承継準備会社を設立[18]。
- 2020年1月1日 - 初代法人の純粋持株会社体制への移行に伴い、2代目株式会社電通へ商号変更[18]。
- 2020年6月25日 - バンダイナムコエンターテインメントと協業し、インディーゲームのパブリッシング事業を展開するPhoenixxと業務提携[19]。
- 2021年2月15日 - 2020年度グループ全体の決算は、収益が前年を10.4％下回る9392億円、最終的な損益が1595億円の赤字となり、2年連続の最終赤字であり、赤字額は過去最大であることを発表した[20]。
- 2021年6月29日 - 電通本社ビルの売却を検討することを決議したと発表。なお、電通はテナントとして入居を続ける[21]。
- 2022年11月14日 - ロシア事業を現地企業に譲渡すると発表した[22]。
- 2022年 - 東京五輪汚職事件（談合事件）にかかわる捜査を受ける。
- 2023年1月1日 - マンガ・アニメ領域を活用したマーケティング支援の社内組織として、「Manga Aime Growth Partners」（マンガ・アニメ・グロース・パートナーズ）が発足[23]。
- 2023年2月8日 - 東京五輪汚職事件について、当時スポーツ局長補であった男性従業員が独占禁止法の容疑で逮捕されたことを発表[24]。
- 2023年10月11日 - 大手電機メーカーのコニカミノルタと、バイオテクノロジーに係る共同研究契約を締結[25]。

## 企業体質

### 社風
現場優先体質（管理部門からの管理の軽視・無視）、コンペ至上主義（コンペで勝つことを最優先し、そのために他を犠牲にする）であると指摘されている。
電通は、もともと通信社も抱えてはいたがそれを同盟通信社に譲渡、そして同盟通信社の広告事業を吸収して広告専業になった会社である。労働時間を考慮せず日夜ニュースを追いかける通信社（報道機関）的な悪い体質がDNAとして残り、労働時間などに関して残業規制を含めた会社からの細かい管理を現場が嫌い無視する気質が企業風土となった。逆に通信社ではなくなったため、行政からの監督もほとんど入らなくなってしまった。

### 鬼十則
吉田秀雄（4代目社長）により、1951年に作られた電通社員の行動規範。
1991年の男性社員の過労死（電通事件）の発生後、新入社員研修の教本などからは除外されたが、その後も社員手帳には記載が続けられ、特に第5則が電通の労働体質の背景になっているとされた。2015年12月に発生した新人女性社員の過労自殺を受け、2016年度限りで完全に削除。
1. 仕事は自ら創るべきで、与えられるべきでない。
2. 仕事とは、先手先手と働き掛けていくことで、受け身でやるものではない。
3. 大きな仕事と取り組め、小さな仕事はおのれを小さくする。
4. 難しい仕事を狙え、そしてこれを成し遂げるところに進歩がある。
5. 取り組んだら放すな、殺されても放すな、目的完遂までは……。
6. 周囲を引きずり回せ、引きずるのと引きずられるのとでは、永い間に天地のひらきができる。
7. 計画を持て、長期の計画を持っていれば、忍耐と工夫と、そして正しい努力と希望が生まれる。
8. 自信を持て、自信がないから君の仕事には、迫力も粘りも、そして厚味すらがない。
9. 頭は常に全回転、八方に気を配って、一分の隙もあってはならぬ、サービスとはそのようなものだ。
10. 摩擦を怖れるな、摩擦は進歩の母、積極の肥料だ、でないと君は卑屈未練になる。

### 責任三カ条
鬼十則と同じく4代目社長・吉田秀雄により1953年に作られたが、1987年に社員手帳から記述が除外。
1. 命令・復命・連絡・報告は、その結果を確認しその効果を把握するまではこれをなした者の責任である。その限度内に於ける責任は断じて回避出来ない。
2. 一を聞いて十を知り、これを行う叡智と才能がないならば、一を聞いて一を完全に行う注意力と責任感を持たねばならぬ。一を聞いて十を誤る如き者は百害あって一利ない。正に組織活動の癌である。削除せらるべきである。
3. 我々にとっては、形式的な責任論はもはや一片の価値もない。我々の仕事は突けば血を噴くのだ。我々はその日その日に生命をかけている。

### 戦略十訓
1960年代、ヴァンス・パッカードの『浪費をつくり出す人々』の内容をもとに、電通PR（現・電通パブリックリレーションズ）社長だった永田久光により提唱されたとされる。ただし、電通の発行物内にはこの戦略に関する記載はなく資料による裏付けはない。

### 富士登山研修
「新入社員研修の一環」として、新入社員らに毎年富士登山を行わせている。同社ではこれを「電通富士登山」と称しており、もともと初代社長・光永が社員の敢闘精神を養う目的で開始したという。

## 経営者・役員等

### 歴代社長
|      | 氏名       | 在任期間        | 出身大学等           |
| ---- | ---------- | --------------- | -------------------- |
| 初代 | 光永星郎   | 1923年 - 1940年 | 東京有斐校           |
| 2代  | 光永眞三   | 1940年 - 1945年 |                      |
| 3代  | 上田碩三   | 1945年 - 1947年 | 東京高等商業学校     |
| 4代  | 吉田秀雄   | 1947年 - 1963年 | 東京帝国大学経済学部 |
| 5代  | 日比野恒次 | 1963年 - 1973年 | 東京帝国大学法学部   |
| 6代  | 中畑義愛   | 1973年 - 1977年 | 法政大学法文学部     |
| 7代  | 田丸秀治   | 1977年 - 1985年 | 東京帝国大学文学部   |
| 8代  | 木暮剛平   | 1985年 - 1993年 | 東京大学経済学部     |
| 9代  | 成田豊     | 1993年 - 2002年 | 東京大学法学部       |
| 10代 | 俣木盾夫   | 2002年 - 2007年 | 立教大学文学部       |
| 11代 | 高嶋達佳   | 2007年 - 2011年 | 慶應義塾大学文学部   |
| 12代 | 石井直     | 2011年 - 2017年 | 上智大学外国語学部   |
| 13代 | 山本敏博   | 2017年 - 2019年 | 慶應義塾大学経済学部 |

|      | 氏名     | 在任期間        | 出身大学等       |
| ---- | -------- | --------------- | ---------------- |
| 14代 | 五十嵐博 | 2020年 - 2021年 | 新潟大学経済学部 |
| 15代 | 榑谷典洋 | 2022年 - 2023年 | 東京大学理学部   |
| 16代 | 佐野傑   | 2024年 - 現職   | 東京大学経済学部 |

### 歴代会長
|      | 氏名     | 在任期間        |
| ---- | -------- | --------------- |
| 初代 | 木暮剛平 | 1993年 - 2002年 |
| 2代  | 成田豊   | 2002年 - 2007年 |
| 3代  | 俣木盾夫 | 2007年 - 2011年 |
| 4代  | 高嶋達佳 | 2011年 - 2014年 |

### 取締役等[36][37]
- 〈代表取締役〉佐野傑
- 〈代表取締役〉永井聖士
- 〈取締役〉早田眞
- 〈取締役〉千野博
- 〈取締役〉土屋達郎
- 〈取締役 非常勤〉綿引義昌
- 〈取締役 非常勤〉北風祐子
- 〈監査役〉三宅大

### 執行役・執行役員等
- 〈社長執行役員〉佐野傑
- 〈執行役員〉髙田佳夫、松尾秀実、伊谷以知郎、中村将也、足達則史、高橋惣一、辰馬政夫、鈴木禎久、吉崎圭一、林信貴、前田真一、山口修治、鹿毛輝雅、福本勝彦、鈴木禎久、前田真一、千野博、永井聖士、佐々木康晴、中村光孝、山口修治、佐野傑、鈴木宏美、樋口景一、北原整

## 国内拠点
| 事務所       | 郵便番号 | 住所                                                                |
| ------------ | -------- | ------------------------------------------------------------------- |
| 本社         | 105-7001 | 東京都港区東新橋1丁目8-1「電通汐留本社ビル」                        |
| 東京オフィス | 105-7001 | 東京都港区東新橋1丁目8-1「電通汐留本社ビル」                        |
| 関西オフィス | 530-8228 | 大阪市北区中之島3丁目2-4「中之島フェスティバルタワー・ウエスト」17F |
| 京都オフィス | 600-8412 | 京都市下京区二帖半敷町647「オンリー烏丸ビル engawa KYOTO」          |
| 中部オフィス | 450-6429 | 名古屋市中村区名駅3丁目28-12「大名古屋ビルヂング」29F               |

## 携わったプロジェクト・イベント
- ディスカバー・ジャパン（日本国有鉄道）
- ペイオペラクレス星人（メンタンタンドン）

オリジナルキャラクターで、架空の宇宙人。田原総一朗著『電通』（朝日新聞社、1981年）内でも語られており、キャラクターを作った後に局所的にメディア展開をする戦略だった。実際にキャニオン・レコードからレコードが、集英社から絵本が出版された。
- ペレ・サヨナラ・ゲーム・イン・ジャパン（1977年9月14日）

当大会以降、国内開催の国際的スポーツイベントの多くが、電通の服部庸一や入江雄三、高橋治之らが中心になって関わった。
- 第2回FIFAワールドユース選手権日本大会（1979年）
- トヨタカップサッカー（1981年 - 2014年）

電通とアディダスの共同出資企業ISL社の倒産を経た2005年、FIFAクラブ世界選手権（現在のFIFAクラブワールドカップ）に吸収され、2005年大会は「FIFA Club World Championship TOYOTA Cup Japan 2005」（「トヨタカップFIFAクラブ選手権」）、2006年大会から2014年大会まで「FIFA Club World Cup presented by TOYOTA」（「TOYOTAプレゼンツFIFAクラブワールドカップ」）が正式名称であった。
- 2002 FIFAワールドカップサッカー日韓共催

当時の成田豊電通社長が「アジア中心戦略」を社の経営方針としていたため、日本側が主張する「日本単独開催」案ではなく「日韓共催」案へと社として与した（高橋治之も参照）。
- 東京ドームでのプロボクシング統一世界ヘビー級タイトルマッチ

日本テレビ・帝拳プロモーションとタイアップしチャンピオン マイク・タイソンを招聘した。1988年3月21日の東京ドームこけら落とし（翌22日にはミック・ジャガーのコンサートも開催）となるマイク・タイソン 対 トニー・タッブス戦、1990年2月11日のマイク・タイソン 対 ジェームス・ダグラス戦が実施された。
- 世界陸上
- がんばれ!ニッポン!キャンペーン
- インターネット博覧会（インパク）
- 2005年日本国際博覧会（愛知万博）
- IBスポーツ（キム・ヨナの前所属事務所）のマネージメント支援

2007年、 当時スポーツ選手のマネージメント経験が浅かったIBスポーツに対してグランプリシリーズ韓国開催、中継権事業協力など破格の条件を提示してマネージメントを支援。キム・ヨナの可能性を見い出した電通（当時の電通会長は成田豊）の韓国市場開拓戦略だったとされる。
- FREEDOM-PROJECT
- 平城遷都1300年記念事業
- クールジャパン
- ジャパン・ハウス（仮称）[39][40]
- 2019年ラグビーワールドカップ日本大会
- 1998年長野オリンピック・1998年長野パラリンピック
- 2020年東京オリンピック・2020年東京パラリンピック

東京五輪・パラ開閉会式典演出チームの実質的な仕切り役は、山崎貴、野村萬斎、MIKIKOと目まぐるしく変遷し、2020年12月に佐々木宏（元電通のクリエイティブディレクター）が総合統括に就いたが、渡辺直美への容姿侮辱行為を報じられ2021年3月に引責辞任。この間、佐々木宏と電通同期入社組の髙田佳夫（電通代表取締役。日大法を経て1977年電通入社）により、MIKIKOが2020年12月に辞職に追い込まれる恰好で演出チームは解散する形となり、佐々木宏に一本化する新体制に変更されていた。また、同大会のオリ・パラ開閉4式典では大会組織委員会から電通に最終的に165億円が委託されたが、実際にオリ・パラ4式典に用いられた予算がおよそ10億円。155億円あまりが電通の守秘義務契約を理由に使途不明になっていることが明らかになっている。また、同大会運営業務委託に絡み東急エージェンシー、博報堂、ADK、電通など大手広告代理店数社やフジメディアHG系列の番組制作会社フジクリエイティブコーポレーション、人材派遣会社パソナによる、「日給35万」など人件費や管理費名目の多額にのぼる中抜き（中間搾取やピンハネ、丸投げ）が国会審議やテレビ番組上での告発などで問題化され、さまざまな推察や臆測を呼んだ。
- 2025年日本国際博覧会（大阪・関西万博）

## 製作に関わった映画作品

### 実写映画
※特撮作品も含む。
- ネバーセイ・ネバーアゲイン（機内上映版）（日本語吹き替え版は、グロービジョンとともに「製作」としてクレジットされている）
- 風と共に去りぬ（JAL機内上映版）（日本語吹き替え版は、グロービジョンとともに「制作」としてクレジットされている）
- ブラックボード
- 二十四の瞳（1987年版）
- 敦煌
- おろしや国酔夢譚
- ザ・マミー/呪われた砂漠の王女
- ホワイトアウト
- ウォーターボーイズ
- 陰陽師 〜おんみょうじ〜
- 明日があるさ THE MOVIE
- 壬生義士伝
- あずみ
  - あずみ2 Death or Love
- 座頭市（2003年版）
- NIN×NIN 忍者ハットリくん THE MOVIE
- 銀のエンゼル
- 鉄人28号 (映画)
- 赤い月
- ゼブラーマン
  - ゼブラーマン ゼブラシティの逆襲
- オペレッタ狸御殿
- 姑獲鳥の夏
- 亡国のイージス
- 蟬しぐれ
- オペレッタ狸御殿
- ブリジット・ジョーンズの日記 ダメな私の最後のモテ期
- ジェイソン・ボーン (映画)
- ミスター・ベースボール
- ALWAYS 三丁目の夕日
  - ALWAYS 続・三丁目の夕日
  - ALWAYS 三丁目の夕日'64
- キャッチ ア ウェーブ
- 陽気なギャングが地球を回す
- 日本沈没（2006年版）
- ハチミツとクローバー
- ウルトラシリーズ
  - ウルトラマンメビウス&ウルトラ兄弟
  - 大決戦!超ウルトラ8兄弟
  - 大怪獣バトル ウルトラ銀河伝説 THE MOVIE
  - ウルトラマンゼロ THE MOVIE 超決戦!ベリアル銀河帝国
  - ウルトラマンサーガ
- タイヨウのうた
- 幸福な食卓
- スキヤキ・ウエスタン ジャンゴ
- 地下鉄に乗って
- 象の背中
- 虹の女神
- どろろ
- スラムドッグス
- バブルへGO!! タイムマシンはドラム式
- 東京タワー 〜オカンとボクと、時々、オトン〜
- ゲゲゲの鬼太郎（実写映画版）
  - ゲゲゲの鬼太郎 千年呪い歌
- 伝染歌
- Life 天国で君に逢えたら
- 包帯クラブ
- 自虐の詩
- ミッドナイト イーグル
- 宇宙人ポール
- イースターラビットのキャンディ工場
- スマイル 聖夜の奇跡
- 犬と私の10の約束
- 銀幕版 スシ王子! 〜ニューヨークへ行く〜
- 砂時計
- 隠し砦の三悪人 THE LAST PRINCESS
- 僕の彼女はサイボーグ
- デトロイト・メタル・シティ
- 20世紀少年シリーズ
  - -第1章-終わりの始まり
  - -第2章-最後の希望
  - -最終章-ぼくらの旗
- おくりびと
- フライング☆ラビッツ
- しあわせのかおり
- ICHI
- まぼろしの邪馬台国
- ハンサム★スーツ
- ハッピーフライト
- テッド2
- K-20 怪人二十面相・伝
- 感染列島
- 余命
- GOEMON
- 余命1ヶ月の花嫁
- BALLAD 名もなき恋のうた
- アマルフィ 女神の報酬
  - アンダルシア 女神の報復
- 引き出しの中のラブレター
- ゼロの焦点（2009年版）
- リアル鬼ごっこ2
- 十三人の刺客（2010年版）
- 君が踊る、夏
- 悪人
- 大奥（漫画原作版）
- 雷桜
- 武士の家計簿
- ノルウェイの森
- 最後の忠臣蔵
- 太平洋の奇跡 -フォックスと呼ばれた男-
- あしたのジョー（実写映画2011年版）
- 阪急電車 片道15分の奇跡
- デンデラ
- 星守る犬
- 大鹿村騒動記
- 忍たま乱太郎
- ラビット・ホラー3D
- モテキ
- 一命
- アントキノイノチ
- 麒麟の翼 〜劇場版・新参者〜
- テルマエ・ロマエ
  - テルマエ・ロマエII
- わが母の記
- 宇宙兄弟
- ガール
- 映画 ひみつのアッコちゃん（実写映画版）
- 大奥〜永遠〜［右衛門佐・綱吉篇］
- 悪の教典
- 今日、恋をはじめます
- 俺はまだ本気出してないだけ
- だいじょうぶ3組
- コドモ警察
- クロユリ団地
- 忍たま乱太郎 夏休み宿題大作戦!の段
- 劇場版 ATARU THE FIRST LOVE & THE LAST KILL
- 謝罪の王様
- おしん
- 潔く柔く
- タイガーマスク（実写映画版）
- 風俗行ったら人生変わったwww
- I am ICHIHASHI 逮捕されるまで
- TAP 完全なる飼育
- ケンとメリー 雨あがりの夜空に
- 武士の献立
- 謝罪の王様
- 永遠の0
- 銀の匙 Silver Spoon
- ニシノユキヒコの恋と冒険
- 抱きしめたい -真実の物語-
- 青天の霹靂
- 万能鑑定士Q－モナ・リザの瞳－
- 舞妓はレディ
- 喰女-クイメ-
- 蜩ノ記
- ふしぎな岬の物語
- クローバー
- 神さまの言うとおり
- 寄生獣
- 彼らが本気で編むときは、
- 恋妻家宮本
- 22年目の告白 -私が殺人犯です-
- 亜人
- 嘘を愛する女
- のみとり侍
- OVER DRIVE
- BLEACH
- 一度死んでみた
- 騙し絵の牙
- 鳩の撃退法

### アニメ映画
- スタジオジブリ制作作品
  - 天空の城ラピュタ
  - もののけ姫
  - 千と千尋の神隠し
  - ハウルの動く城
  - ゲド戦記
  - 崖の上のポニョ
  - 借りぐらしのアリエッティ
  - コクリコ坂から
  - 風立ちぬ
  - かぐや姫の物語
  - 思い出のマーニー
  - レッドタートル ある島の物語
- 劇場版NARUTO -ナルト-シリーズ / 劇場版NARUTO -ナルト- 疾風伝シリーズ
  - 劇場版 NARUTO -ナルト- 大活劇!雪姫忍法帖だってばよ!!
  - 劇場版 NARUTO -ナルト- 大激突!幻の地底遺跡だってばよ
  - 劇場版 NARUTO -ナルト- 大興奮!みかづき島のアニマル騒動だってばよ
  - 劇場版 NARUTO -ナルト- 疾風伝
  - 劇場版 NARUTO -ナルト- 疾風伝 絆
  - 劇場版 NARUTO -ナルト- 疾風伝 火の意志を継ぐ者
  - 劇場版 NARUTO -ナルト- 疾風伝 ザ・ロストタワー
  - 劇場版 NARUTO -ナルト- ブラッド・プリズン
  - ROAD TO NINJA -NARUTO THE MOVIE-
  - THE LAST -NARUTO THE MOVIE-
  - BORUTO -NARUTO THE MOVIE-
- 劇場版BLEACHシリーズ
  - 劇場版BLEACH MEMORIES OF NOBODY
  - 劇場版BLEACH The DiamondDust Rebellion もう一つの氷輪丸
  - 劇場版BLEACH Fade to Black 君の名を呼ぶ
  - 劇場版BLEACH 地獄篇
- 劇場版銀魂シリーズ
  - 劇場版 銀魂 新訳紅桜篇
  - 劇場版 銀魂 完結篇 万事屋よ永遠なれ
  - 銀魂 THE FINAL
- 劇場版イナズマイレブンシリーズ
  - 劇場版イナズマイレブン 最強軍団オーガ襲来
  - 劇場版イナズマイレブンGO 究極の絆 グリフォン
  - 劇場版イナズマイレブンGO vs ダンボール戦機W
  - イナズマイレブン 超次元ドリームマッチ
- 劇場版天元突破グレンラガンシリーズ
  - 劇場版 天元突破グレンラガン 紅蓮篇
  - 劇場版 天元突破グレンラガン 螺巌篇
- 映画妖怪ウォッチシリーズ
  - 映画 妖怪ウォッチ 誕生の秘密だニャン!
  - 映画 妖怪ウォッチ エンマ大王と5つの物語だニャン!
  - 映画 妖怪ウォッチ 空飛ぶクジラとダブル世界の大冒険だニャン!
  - 映画 妖怪ウォッチ シャドウサイド 鬼王の復活
  - 映画 妖怪ウォッチ FOREVER FRIENDS
  - 映画 妖怪学園Y 猫はHEROになれるか
- 走れメロス
- スワン・プリンセス/白鳥の湖（日本語吹き替え版及び字幕スーパー版は、ソニー・ミュージックエンタテインメントとともに「提供」としてクレジットされている）
- 金田一少年の事件簿（アニメ映画）
- トロールズ バンド・トゥゲザー
- FLY!/フライ!
- カンフー・パンダ 4 伝説のマスター降臨
- 怪盗グルーのミニオン超変身
- 野生の島のロズ
- ドッグマン (2025年の映画)
- 劇場版 鋼の錬金術師 シャンバラを征く者
- 劇場版ツバサ・クロニクル～年代記～ 鳥カゴの国の姫君
- 劇場版xxxHOLiC 真夏ノ夜ノ夢
- 銀色の髪のアギト
- ブレイブ ストーリー
- アリーテ姫
- 鉄コン筋クリート
- 河童のクゥと夏休み
- いばらの王 -King of Thorn-
- 宇宙ショーへようこそ
- 昆虫物語 みつばちハッチ〜勇気のメロディ〜
- カラフル
- ぼくらの7日間戦争
- ルー=ガルー
- ロラックスおじさんの秘密の種
- 怪盗グルーのミニオン危機一発
- ミニオンズ
- 劇場版アニメ 忍たま乱太郎 忍術学園 全員出動!の段
- 豆腐小僧
- ミニオンズ フィーバー
- SING/シング: ネクストステージ
- ペット2
- グリンチ (2018年の映画)
- ペット (映画)
- SING/シング
- 怪盗グルーのミニオン大脱走
- ザ・スーパーマリオブラザーズ・ムービー
- 劇場版 戦国BASARA -The Last Party-
- ルビー・ギルマン、ティーンエイジ・クラーケン
- 鋼の錬金術師 嘆きの丘の聖なる星
- マジック・ツリーハウス
- 劇場版 BLOOD-C The Last Dark
- ヒックとドラゴン 聖地への冒険
- スノーベイビー
- トロールズ ミュージック★パワー
- クルードさんちのあたらしい冒険
- スピリット 未知への冒険
- ボス・ベイビー ファミリー・ミッション
- バッドガイズ
- 長ぐつをはいたネコと9つの命
- 金田一少年の事件簿
- グスコーブドリの伝記（2012年版）
- おおかみこどもの雨と雪
- 劇場版 FAIRY TAIL 鳳凰の巫女
- 劇場版『カードファイト!! ヴァンガード』
- 劇場版 PSYCHO-PASS サイコパス
- バケモノの子
- メアリと魔女の花
- 未来のミライ
- ONE PIECE FILM RED
- アリスとテレスのまぼろし工場

## 製作に関わったテレビアニメ・特撮作品
テレビアニメ製作は、従来旭通信社→アサツーディ・ケイ→ADKエモーションズ（ADKホールディングス傘下）や読売広告社が強く、電通はあまり力を入れてこなかった。ただしテレビアニメへの参入自体は、テレビアニメ黎明期である1963年放送開始の『鉄人28号』とかなりの古参である。
2000年代に入ってからはテレビアニメ製作にも積極的になっており、パイオニアLDCを買収した（2008年にNBCユニバーサル傘下企業に売却、現・NBCユニバーサル・エンターテイメントジャパン）。
2025には日本のアニメコンテンツの海外展開を支援する新ブランド「dentsu anime solutions（das）」を立ち上げ、北米、中国、東南アジアを中心にアニメを軸としたグローバルなマーケティングソリューションを提供し、日本のアニメ産業および日系企業の海外展開や、現地クライアントの事業を支援している。

### 現在関わっている作品
※☆はコピーライトに表記されていないが関わっている作品（OPまたは、EDにクレジットされている）
※◇はノンクレジット扱いでなおかつ、コピーライトに表記されていないが製作委員会方式あるいは広告代理店として関わっている作品
- サザエさん◇
- しまじろうのわお!☆（EDクレジット）
- ノイタミナ作品☆（EDクレジット）
- ウルトラマンオメガ（OPとEDに両方クレジット）
- ニンジャラ☆（OPとEDに両方クレジット）
- ギャビーのドールハウス（ノンクレジット）
- ぷにるんず ぷに3（ノンクレジット）
- プリンセッション・オーケストラ☆（OPとEDに両方クレジット）
- ちいかわ◇
- 薬屋のひとりごと◇
- ウマ娘 シンデレラグレイ◇

## 携わったゲームソフト
- スヌーピーコンサート - 1995年に任天堂が製作したスーパーファミコン向けのテレビゲームソフト。電通と三井不動産は販売を担当した[51]。

## 不祥事・諸問題

### 不祥事等
CM撮影における迷惑行為
2010年、槍ヶ岳でのテレビCM撮影を巡り、ヘリコプターを使用し登山者に迷惑をかけたとして、環境省は電通、日清食品、葵プロモーションの3社に文書指導を行った。環境省はヘリによる撮影の自粛を事前に求めていたが、担当者が撮影を強行し、撮影中の約30分間、一般登山者への山頂への立ち入りを無断で拒むという迷惑行為を行っていた。
2020年東京五輪エンブレム盗作騒動
2015年8月、ベルギーのリエージュ劇場とそのロゴデザイナーが、元博報堂社員だった佐野研二郎による2020年東京五輪のエンブレムのデザインは自作の盗作であるとして、IOCを相手取りベルギーの裁判所にエンブレムの使用差し止めを求める訴訟を起こした。
この中で、東京2020五輪組織委員会に出向し、クリエイティブディレクターとエンブレム審査員を務めていた電通社員の高崎卓馬が、佐野が制作した原案を2度にわたり修正したうえで審査に推薦したことが明らかになり、選考の公平性に疑惑が生じた。さらに、電通マーケティング局長を務め、組織委員会に出向していた槙英俊、審査委員代表永井一正らの判断で、公募前に佐野を含む国内の8人のデザイナーに応募を要請していたことや、彼らの作品を2次審査に残すための不正が行われたことも明らかになった。
こうした一連の騒動から、佐野によるエンブレムは白紙撤回され、高崎と槙も組織委員会からの出向を解かれ事実上更迭された。
2020年東京五輪大会開閉会式や運営業務にまつわる問題
2020年東京五輪招致における裏金関与疑惑
2016年5月、英国ガーディアン紙が2020年東京五輪招致過程における裏金疑惑を報じ、その中で電通の関与を指摘した。記事によると東京五輪開催決定に関し、日本の東京2020オリンピック・パラリンピック招致委員会はシンガポールのコンサルタント会社、ブラック・タイディングス社の銀行口座に7月と10月の2回に分けて計200万ユーロ（約2億2千万円）を振り込んでおり、この資金が当時の国際オリンピック委員会（以下、IOC）委員であるラミーヌ・ディアック（元国際陸連会長、セネガル人）へ渡ったとされる。この口座を所有するブラック・タイディングス社のコンサルタントは、電通の子会社とされるスイス・ローザンヌのアスリートマネジメント・アンド・サービス社（Athlete Management and Services）のコンサルタントも務めていた。
日本オリンピック委員会（以下、JOC）の調査チームによると、ブラック・タイディングス社のコンサルタントから招致委員会に対して業務の売り込みがあり、電通からも同社のコンサルタントがラミーヌ・ディアックと繋がりがあるとの情報提供を受けたことから契約に至ったが、招致委員会はこの取引が贈与にあたると認識することができたとは認められないとし、違法性はないと結論づけた。電通は、「知る範囲内の実績を伝えただけであり、招致委員会とブラック・タイディングス社の契約について関与していない」と述べ、アスリートマネジメント・アンド・サービス社についても出資関係を否定した。
2018年12月、電通高橋治之らとIOCをめぐるロビー活動を続けていたJOC会長竹田恆和が、東京五輪招致をめぐる贈収賄容疑でフランス検察捜査当局による捜査過程で容疑者となったため、竹田は2019年6月の任期満了に伴い、JOC会長、IOC委員、東京2020五輪組織委員会副会長・理事のいずれも退任した。
フランス検察当局が収賄容疑で取り調べているラミン・ディアクと、その息子パパマッサタ・ディアク、その他主だったIOC委員への贈与を含めたロビー活動をしていた点は、高橋治之自身も認めた。しかし竹田は、JOCとIOCを辞職後に、高橋が主導するディアクに対するロビー活動を指示したこともなく、高橋がディアクに贈った「土産」についても認識していなかったと語った。
2020年東京五輪組織委員会元理事にまつわる贈収賄事件
2022年7月、東京2020五輪組織委員会で理事を務めた高橋治之が、AOKIホールディングスの青木拡憲前会長から数千万円を受け取っていたことをめぐり、東京地検特捜部が電通本社を家宅捜索した。同年8月、電通子会社を介して資金を受け取っていたとして高橋治之が受託収賄、青木拡憲ら3人が贈賄罪で東京地検特捜部に逮捕された。
2022年9月、AOKIと同じオフィシャルサポーターであったKADOKAWAのスポンサー選定にも高橋が関与していた疑いが明らかになり、高橋の慶應義塾高校・大学の後輩にあたるKADOKAWA顧問らも逮捕され、さらに資金授受に関与していたとして、後輩にあたる元電通雑誌局長および元電通東日本常務でコンサルタント会社経営者も逮捕された。
以降も、大広ルート、ADKルート、サン・アロールートなどで特捜部による検挙が重なり、いわば「五輪疑獄」の様相を呈している。
2020年東京五輪テスト大会および本大会の入札談合事件
2022年11月25日、東京地検特捜部と公正取引委員会により、東京五輪・パラリンピック組織委員会が発注したテスト大会業務で入札談合をした疑いがあるとして、私的独占の禁止及び公正取引の確保に関する法律（独占禁止法）違反の疑いでイベント制作会社セレスポとともに電通本社ビルの家宅捜索を受けた。11月28日、博報堂、東急エージェンシー、イベント制作会社セイムトゥー、フジ・メディアHGの番組制作会社フジクリエイティブコーポレーションなどに家宅捜索が行われ、翌11月29日には、ADKホールディングス、電通ライブ、イベント制作会社シミズオクト及びトレスにも行われた。
テスト大会に続いて五輪本大会では、主に電通からの出向者で占められる大会運営局が広告会社9社などに随意契約で割り振った額は、平均3割増しだったとのことである。
2023年2月8日、東京地検特捜部は、受注調整はテスト大会および本大会などで一体的に行われたとの見方を示し、テスト大会の計画立案支援業務をめぐる入札で受注調整をした独占禁止法違反（不当な取引制限）容疑で五輪組織委員会大会運営局元次長、受注側である電通元幹部（元スポーツ事業局長、あるいは元スポーツ局局長補）、セレスポおよびフジクリエイティブコーポレーションの幹部ら4人をそれぞれ逮捕し、各関係先の家宅捜索を行った。2月28日、特捜部は電通グループなど法人6社と電通元幹部など7人を独占禁止法違反の罪で起訴した。2025年1月30日、東京地裁は電通グループに罰金3億円、元幹部に懲役2年、執行猶予4年を言い渡した。同日、電通グループと元幹部は判決を不服として控訴した。7月31日、東京高裁は1審判決を支持し電通グループと幹部の控訴を棄却した。
2025年6月23日、公正取引委員会は電通グループや電通など8社の独占禁止法違反（不当な取引制限）を認定し、再発防止を求める排除措置命令を出した。うち7社に総額約33億円の課徴金納付を命じた。うち、電通グループの課徴金額は4億9556万円で、電通は4億2515万円。
インターネット広告における不正詐欺
2016年7月、広告主であるトヨタ自動車からインターネット広告で効果が出ていないという指摘があり、社内調査で不正が発覚。電通は同年8月に外部の弁護士を含む内部調査委員会を発足し、電通とグループ会社18社がネット広告を提供した2,263社に聞き取りなどの調査を実施した。
同年9月に予備調査を公表し、インターネット上に掲載する広告について契約通りに掲載しなかったうえ、約111社に対し広告料を不当に請求していたことが明らかにされ、この時点で不正被害は計約2億3千万円に上ると想定された。過剰請求のみならず架空請求まで行っていたが、トヨタ自動車による指摘があったにもかかわらず、2000年に発覚した自動車メーカースズキへの3億円広告料不正請求・受領事件同様に、表沙汰にならない限りは電通社内内部で処理するつもりであったと指摘されている。しかし同年9月21日、英経済紙フィナンシャル・タイムズが不正問題をめぐって電通がトヨタのほか100社以上の企業と緊急の会談を行っていると報じ、米経済紙ウォール・ストリート・ジャーナルも報道。そのため電通は記者会見を開かざるを得なくなった。
不正は主にバナー広告や動画の中で、主に年齢や検索傾向などから興味のありそうな広告を表示する運用型広告で見つかった。2016年12月に調査結果を公表する予定としていたが、調査データが膨大だったこと、女性社員の過労死事件の後は残業時間が制限されたことを理由に、予定は遅れ2017年1月に公表された。不正被害に遭った企業は96社、作業件数は997件、被害金額は計1億1482万円分。実際に広告が掲載されず架空請求が行われたのは10社・40件・338万円分であった。不正請求ないし架空請求詐欺などの犯罪に該当するという認識が欠如していたとして、およそ100社にのぼる被害企業には過剰請求・架空請求など不正請求していた代金を返金するなど、各社の要望に沿う対応をとるとした。
また、担当者が一人で出稿からレポート作成まで行うなど、ミスを隠蔽したり数字改竄が行われてもチェックする体制が整っておらず、組織全体として補う体制も不十分だったこと、ネット広告需要の急増に反して人員の補充や育成を怠った点に問題があり、国内デジタルグループ各社との連携も不足していたことが原因だとした。担当の執行役員ら17人を報酬減額処分（額面は不明）にし、これまで担当者による人力での広告掲載レポート作成から、今後は人手を介在しない自動生成システムを開発するなど再発防止に努めるとしたが、膨大な規模に上る不正請求事案に対しては見当違いな対応だと指摘されている。
子会社による医療報道記事への成功報酬支払い
2017年、子会社の電通パブリックリレーションズ（電通PR）が、医薬品を宣伝する記事を広告ではなく通常の記事として共同通信のグループ会社に配信させ、その記事の見返りに成功報酬を支払っていたことが明らかとなった。
持続化給付金事業の受託をめぐる問題
2019年新型コロナウイルス感染症の流行に伴う経済産業省外局中小企業庁による持続化給付金事業を、サービスデザイン推進協議会が769億円で受託し電通に749億円で再委託していた。さらに電通から電通ライブ、電通テック、電通国際情報サービス、電通デジタル、電通東日本などに再々委託し、電通ライブからはパソナ、大日本印刷、トランスコスモス、テー・オー・ダブリュー（TOW）などに再々々委託していた。
この丸投げの過程で電通本体だけでおよそ104億円あまり、電通グループ子会社6社を含めると少なくとも154億円あまりの、緊急支援のための多額の公金ないし税金が中抜きされていたことが報じられ、国会審議などで波紋を呼び起こした。
2020年6月、サービスデザイン推進協議会、電通が記者会見をする中で、梶山弘志経産相は、経産省が外部専門家を入れた第三者委員会で検査することを表明し、官民揃って火消しに追われた。同年10月12日、同委員会の中間審査では外部の公認会計士の意見も踏まえ、「不当とは言えない」とした。
また、環境共創イニシアチブは2017年度からの3年間、政府から35件160億円の事業を受託して電通に再委託していたが、マイナンバーを使ってポイント還元する総務省のマイナポイント事業でも環境共創イニシアチブが受託していた。代表取締役に元総務次官桜井俊らが在籍する電通を再委託先として、電通ライブや電通国際情報サービスなど、さらにトランスコスモス、大日本印刷などに再々委託、再々々委託されていたことが明らかとなっている。
コロナ禍により同業他社等が軒並み赤字決算に転落していくなか、電通は前年同期では12億円の赤字だったが、2020年6月中間連結決算発表では、コストカットが功をなしたとして純損益157億円で2年ぶりの黒字になった。2020年1-6月期業種別売上高では、「官公庁・団体」で前年同期比99.9％増の873億1400万円であった。
家賃支援給付金事業の受託をめぐる問題
上記持続化給付金事業の受託をめぐる問題に引き続き、2020年（令和2年）6月、経済産業省中小企業庁による家賃支援給付金事業をめぐり、サービスデザイン推進協議会、電通、そして電通ライブを通して持続化給付金事業の一部を再々々受託していた大手イベント会社テー・オー・ダブリュー（TOW）担当者の行為が問題となっている。同TOW担当者が、この家賃給付金事業について複数の下請け会社に、もし電通とは別の広告大手博報堂がこの事業を受託しそれに協力した場合、出入禁止相当の対応をとるなどと電通以外の広告会社に協力しないよう圧力をかけ、さらに電通社員がこの問題に関与していた疑いが判明した。これを受け、取引先企業が下請け会社に圧力をかける私的独占の禁止及び公正取引の確保に関する法律（独占禁止法）および下請代金支払遅延等防止法（下請法）に抵触する可能性のある行為に、電通が社員が関与したことを認めたものと報じられた。電通は同年6月17日に「社員が受発注関係にある協力会社の従業員に業務にまつわる不適切な発言を行った」として厳正に処分すると発表したが、当該社員の上司への厳重注意処分に留まった。
結果として、家賃給付金事業入札に参加していた2社のうち、博報堂は同事業を落札できずリクルートが落札し、電通の求めた通りとなった。さらにリクルートがともに事業を担う他5社には電通の下請けとして持続化給付金事業に関与している企業は入っていないため、この点も電通が求めた通りになった。このように、上述の持続化給付金事業でサービスデザイン推進協議会が落札した過程同様に、この家賃給付金事業においても委託先選びなど入札過程が不透明だと指摘されている。
これに対し、経産省による渦中のサービスデザイン推進協議会への聞き取りで、当該担当電通社員が個人としてテー・オー・ダブリュー（TOW）担当社員に対し圧力をかけたものであり、電通が当該社員を処分し再発防止策等を示したとして、梶山弘志経産相は追加調査をしない考えを示した。一方で公正取引委員会山田弘審査局長は、独禁法の規定に基づいて適切に対処したいと述べた。しかし2020年12月17日、電通に対する行政調査に基づき公正取引委員会が行った措置は、独占禁止法の「注意」「警告」「排除措置命令」のうち、もっとも軽い「注意」措置に留まった。

### 労働問題

#### 男性社員の自殺（1991年）
1991年8月発生。訴訟に発展し、判決では上司から革靴の中に注がれたビールを飲むよう強要されたり、靴の踵で叩かれるなどのパワーハラスメントの事実も認定された。

#### 新入女性社員の自殺（2015年）
本件は「電通過労自殺」と呼称される。

##### 時系列の経過

###### 2015年
- 12月25日 - 新入女性社員が社員寮から飛び降りて自殺（過労自殺）した（享年24）。この社員は、東京大学を2015年3月に卒業し、同年4月に電通に入社。東京本社デジタル・アカウント部に配属されてインターネット広告を担当していたが、同年10月1日付で本採用となってから仕事量が急増した[113]。遺族側弁護士の推計によると、1か月の時間外労働は約130時間に達し、過労死ラインといわれる80時間を大幅に越えていた[114]。電通は労使協定で決められた残業時間を越えないよう、勤務時間を過少申告するよう指示していたとみられる[115]。当初は女性社員の別れ話を利用し、個人の問題として片付けようとしていた電通であるが、女性社員個人のTwitterには過労だけでなく、上司によるパワーハラスメントやセクシャルハラスメントの被害を窺わせる書き込みもされていた[113][116]。

###### 2016年
- 9月30日 - 三田労働基準監督署は、この社員が自殺したのは長時間労働によりうつ病を発症したのが原因と判断し、労働災害を認定した[114][115]。これを受け、2016年10月14日、厚生労働省東京労働局過重労働撲滅特別対策班は労働基準法に基づき、電通本社に臨検監督と呼ばれる抜き打ち調査を実施し、名古屋・大阪・京都の各支社も、地元労働局がそれぞれ調査した[117]。こうした中で、社員に違法な長時間労働をさせたり、労働時間を適切に把握していなかったとして、2010年には中部支社、2014年には関西支社、2015年には東京本社と子会社の電通九州が、それぞれ各地元労働基準監督署から是正勧告（行政指導）を受けていたことが分かった[118][119]。また、本社に勤務していた男性社員が2013年に病死したのは長時間労働が原因だったとして、2016年に労働災害に認定されていたことも明らかになった[120]。
- 11月7日 - 複数回にわたる是正勧告後も違法な時間外労働が全社的に常態化していた疑いが強まったことを受け、東京労働局過重労働撲滅特別対策班などは強制捜査に切り替え、電通本社と全国の3支社に労働基準法違反の疑いで家宅捜索を行った[121]。
- 12月23日 - こうした一連の事実を受け、電通は2016年のブラック企業大賞「大賞」を受賞[122]。
- 12月28日 - 社員に違法な長時間労働をさせたうえ、勤務時間を過小に申告させる犯罪行為をしたとして、東京労働局は、「法人としての電通」と「個人としての、女性社員の上司」を、労働基準法違反の疑いで東京地方検察庁（東京地検）に書類送検した[123]。同日、電通社長の石井直は、2か月後の2017年1月に引責辞任すると表明した[124][125]。

###### 2017年
- 7月6日 - 自殺した女性社員に違法な残業をさせていたとして、東京地検が「法人としての電通」を東京簡易裁判所（東京簡裁）に略式起訴した[126]。東京地検は「個人としての、女性社員の上司」については不起訴（起訴猶予処分）とし、刑事責任を問わないことを決定した[127]。
- 7月12日 - 東京地検が東京簡裁に略式起訴した「法人としての電通」について、「略式命令では不相当」と判断した東京簡裁が公判に付す決定をしたことで、電通が公開法廷で刑事責任を問われることとなった。電通本社が労働組合と交わしていた、残業時間を月に50時間までなどと定めた労使協定（三六協定）が、組合員が従業員の50%を下回っており協定無効となっていたことも明らかになった[128][129]。
- 9月22日 - 東京簡裁が初公判を行い、電通社長の山本敏博が出廷した[130]。山本は、起訴内容について「間違いありません」と罪状を認めた。東京地検が「自社の利益を優先させ、違法な残業が常態化していた」として罰金50万円を求刑し、即日結審した[130]。
- 10月6日 - 東京簡裁は「法人としての電通」に有罪判決（罰金50万円）を下し、「電通が『労働基準法に違反する長時間労働・サービス残業』を自殺した女性社員に強いていた」旨を指摘した。
- 10月20日 - 電通が控訴しなかったため、控訴期限の10月20日に東京簡裁の有罪判決が確定した。

##### 新入女性社員の自殺（2015年）関連事項
2017年4月25日に、労使協定で定めた上限を超える残業を社員にさせていたとして、厚生労働省は、「法人としての株式会社電通」ならびに「個人としての、電通の中部支社・関西支社・京都支社の幹部」を、労働基準法違反の容疑で書類送検した。
2017年5月、電通の子会社である「電通東日本」「電通西日本」「電通九州」「電通北海道」「電通沖縄」の5社が、各々を管轄する労働基準監督署から是正勧告を受けた。

### 自由民主党との関係
電通の場合、政治家それも"自民党議員のボンボン"が多いと指摘されている。自民党の広報・宣伝は電通が長く担当している。片山さつきはSNS戦略は電通に任せていると語っている。2012年（平成24年）12月に発足した第2次安倍内閣以降、内閣官房内閣広報室の外部民間職員採用で博報堂が外された代わりに9年連続で事実上1～2人の電通職員枠が設けられていた。2019年新型コロナウイルス感染症の流行での持続化給付金事業をめぐる委託事業同様（#持続化給付金事業の受託をめぐる問題参照）、自民党政権と電通との親しき関係ないし蜜月関係が指摘されている（自由民主党 (日本)#問題にも同旨関連情報あり）。
民間職員採用は民主党政権下の2011年当時の内閣官房長官であった仙谷由人の発案であり、民主党政権下では中心的な存在を博報堂が、自民党政権下では電通単独で担っていたことがわかっている。

### その他
- 1990年代には、複数社員が大麻取締法違反容疑等により逮捕され[137]、2000年代に入ってからも複数の痴漢や性的暴行容疑で逮捕された事件や[138]、複数の詐欺容疑での逮捕事件があった[139][140][141]。また、元社員によるセクハラ告発がネット社会で注視されるなどした[142]。ただし、実際に報道されているのは一部であり、報道されても、他の会社であれば社名や名前が記事に載るにもかかわらず、同社の場合には伏せられる場合が多い[138]（報道におけるタブー#スポンサー・広告代理店タブーも参照）。
- 2019年、ラグビーワールドカップ2019日本大会のマーケティングも担当していた電通の新聞局長が暴行容疑で逮捕された[143][144][145]。
- 映画アナと雪の女王2公開では、2019年12月のTwitterへの7人の漫画家による映画称賛イラスト投稿がステルスマーケティングではないかと指摘が相次いだ。最終的にウォルト・ディズニー・ジャパンは金銭対価による漫画で映画PRというマーケティング企画だったが、「PR」の表記が抜けていたとの謝罪文を出した。ウォール・ストリート・ジャーナルは「Disney Puts Some ‘Frozen 2’ Promotions on Ice After Twitter Flap」との記事で、電通が漫画家らに対して、ツイートに宣伝（PR）表記を付けないように指示していたと報道している[146]。
- 2022年9月28日、『羽鳥慎一モーニングショー』（テレビ朝日系）で同局コメンテーターの玉川徹が、安倍晋三元首相の国葬の場で菅義偉元首相が読んだ弔辞に「これこそが国葬の政治的意図」「政治的意図がにおわないように、制作者としては考えますよ。当然これ、電通が入ってますからね」と論じた。その後、玉川は発言内容は事実誤認であったとして謝罪し、テレビ朝日から10日間の出勤停止処分を受けたが、その処分内容に賛否両論の声があがった[147][148]。
- 国際連合事務総長のアントニオ・グテーレスは、激化する地球温暖化を受けて、電通を含む世界各地の広告代理店に、化石燃料業界の広告掲載（グリーンウォッシングへの協力）をやめるよう警告した[149]。

## 関連書籍
- 石井清司 『スポーツ・マフィア―電通の時代』 講談社、1989年、ISBN 4062047233
- 植田正也 『電通「鬼十則」―広告の鬼・吉田秀雄からのメッセージ』 日新報道、2001年、ISBN 4817405023
- 大下英治 『小説電通』 ぶんか社、2003年、ISBN 4821108372
- 塩沢茂 『電通のイベント戦略―現代を仕掛ける頭脳集団』 PHP研究所、1984年、ISBN 4569514162
  - 『電通のイベント戦略 : 「現代」を仕掛ける頭脳集団』 - 国立国会図書館デジタルコレクション
- 田原総一朗 『電通』 朝日新聞社、1981年、ISBN 4022549092（文庫版：1984年、ISBN 4022602619）
  - 『電通』 - 国立国会図書館デジタルコレクション
  - 『電通』 - 国立国会図書館デジタルコレクション
- 日向夏平、川手浩次 『電通』 世界文化社、1988年、ISBN 4418881034
- 藤井剛彦 『電通の成功・失敗・弱点―1兆円企業になれた秘密と巨大ゆえの弱さと脆さ』 エール出版社、1989年、ISBN 475390928X
- 舟越健之輔 『われ広告の鬼とならん―電通を世界企業にした男・吉田秀雄の生涯』 ポプラ社、2004年、ISBN 4591079082
- 週刊金曜日取材班 『増補版 電通の正体 マスコミ最大のタブー』 金曜日、2006年、ISBN 4906605184
- 苫米地英人『洗脳広告代理店 電通』サイゾー、2012年2月。ISBN 978-4-9042-0919-6。

## 出身や在籍著名人等
- 安倍昭恵（安倍晋三夫人、元内閣総理大臣夫人）
- 尼子騒兵衛（漫画家）
- 新井満（芥川賞作家）
- 荒木経惟（写真家）
- 安西水丸（イラストレーター）
- 五十嵐通夫（テレビプロデューサー）
- 石井達矢（CMプランナー）
- 伊集院静（作家・作詞家）
- はあちゅう（ブロガー）
- 大宮エリー（マルチクリエイター）
- 大山俊哉（ADKホールディングス社長〈2022年 - 〉）
- 岡康道（クリエイティブディレクター、CMプランナー）
- 小倉紀蔵（京都大学大学院教授・韓国哲学研究者）
- 大日方邦子（電通グループフェロー、電通総研副所長、元チェアスキーヤー）
- 鏡明（SF作家、翻訳家）
- 加地隆雄（元プロ野球横浜ベイスターズ球団社長）
- 雁屋哲（漫画原作者）
- 川崎徹（CMディレクター〈旧電通映画社所属〉）
- 岸勇希（クリエイティブディレクター）
- 木原誠太郎（性格診断プロフェッサー）
- 桐生隆司（スクウェア・エニックス・ホールディングス社長）
- ケン・イシイ（テクノミュージシャン）
- 小山觀翁（古典芸能評論家）
- 権八成裕（CMプランナー）
- サイモン・ケリー猪木（元新日本プロレス副社長）
- さかはらあつし（映画監督）
- 佐々木宏（2020東京五輪・パラリンピック等のクリエイティブディレクター）
- 佐藤雅彦（メディアクリエーター、東京藝術大学教授）
- 設楽洋（ビームス経営者）
- 白井晃（俳優）
- 菅野薫（クリエイティブディレクター）
- 竹内良幸（デザイナー）
- 田中洋（中央大学大学院教授・マーケティング論）
- 塚原俊平（元衆議院議員）
- 寺西睦（愛知県議会議員）
- 永井一郎（声優）
- 南部利昭（南部家第45代当主、靖国神社宮司）
- 濱田逸郎（江戸川大学教授）
- 福里真一（CMプランナーー、コピーライター）
- 藤原伊織（直木賞作家）
- 堀貞一郎（オリエンタルランド顧問）
- 松野弘（環境思想論・環境社会論、CSR論「企業と社会」論、千葉商科大学教授・博士（人間科学））
- 渡辺文雄（俳優）

## 関連項目

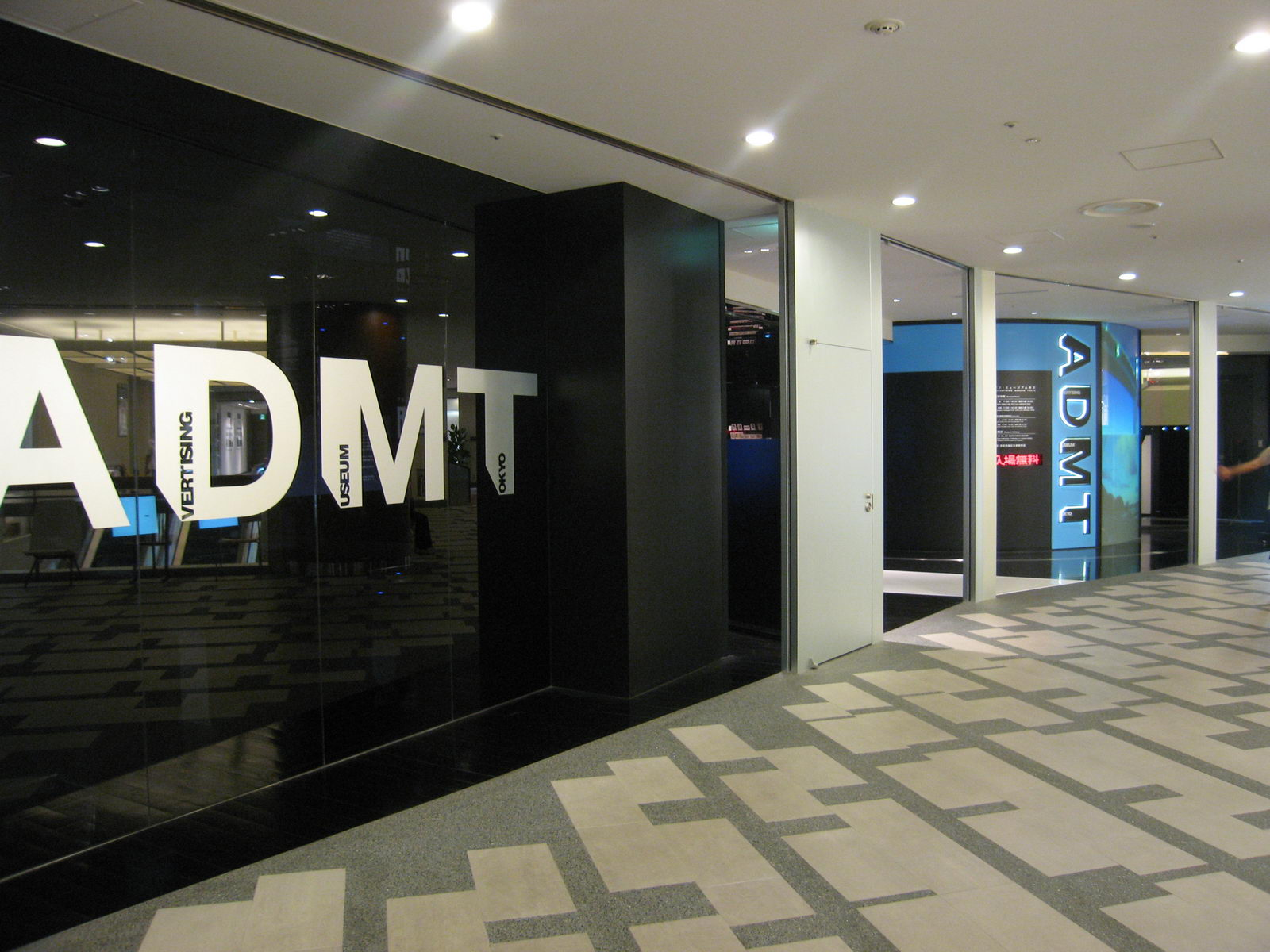
吉田秀雄記念事業財団が運営するアド・ミュージアム東京（カレッタ汐留）